# Museo Frida Kahlo
El Museo Frida Kahlo es el recinto cultural más representativo de la artista mexicana, así como es contenedor de parte importante de su legado artístico y conceptual. Es una casa museo ubicada en la Colonia Del Carmen de la Alcaldía Coyoacán, que corresponde a uno de los barrios más tradicionales y bellos de la Ciudad de México. A pocas cuadras del Museo, se encuentra el centro de Coyoacán.
También conocido como la Casa Azul, es de los museos más concurridos de la zona. El inmueble, que hoy resguarda y exhibe una colección de piezas de diversa índole, perteneció a la familia Kahlo desde 1904. Cuatro años después de la muerte de la pintora, en julio de 1958, abrió sus puertas al público como casa museo.
En la Casa Azul vivió Frida Kahlo (1907-1954) la mayor parte de su vida; inicialmente, junto a su familia y años después, con Diego Rivera (1886-1957). Asimismo, personajes del ambiente artístico e intelectual de la primera mitad del siglo XX, tanto mexicanos como extranjeros, se hospedaron en la residencia, atraídos por la cautivadora pareja de artistas.
En la construcción del inmueble participaron distintas figuras, entre ellas el pintor y arquitecto funcionalista Juan O’ Gorman, gran amigo tanto de Diego, como de Kahlo. La museografía estuvo a cargo del escritor, poeta, museógrafo y político tabasqueño Carlos Pellicer, igualmente cercano a la pareja. La administración del museo se confió al Fideicomiso de los Museos Diego Rivera y Frida Kahlo, adscrito al Banco de México,  constituido por el mismo Rivera en 1957. Al respecto, esta entidad afirma que la planeación del funcionamiento del recinto fue desarrollada “con el propósito de exponer obra, ilustrar la personalidad y perpetuar la memoria de Frida Kahlo”.
Frida quiso dejar su casa como museo, para el aprendizaje y disfrute de su amado México. Por eso, Diego organiza, en el que fuera el hogar de la pintora, el Museo Frida Kahlo. Siguiendo la voluntad de su esposa, el muralista comienza esta tarea a los pocos meses de haber fallecido Frida Kahlo, es decir, en los últimos meses del año 1954.
Desde la inauguración del Museo en julio de 1958, en la Casa Azul se expone el ambiente en el que Frida se inspiró para su creación artística, así como sus objetos personales. Estos últimos, tardaron en develarse en totalidad. Antes de morir, Diego ordenó que los baños de la Casa Azul no se abrieran sino hasta quince años después de su partida. En estos espacios, Rivera había resguardado parte de los documentos de la pareja, así como ciertas pertenencias de Frida. Obedeciendo la indicación de Rivera y extendiéndola en el tiempo, Dolores Olmedo, mecenas del muralista, declaró que mientras ella viviera, no abriría estos lugares.Por esto, solo cien años después del nacimiento de Frida y a cincuenta del fallecimiento de Diego, se expusieron a público, por fin, los objetos que Rivera había encerrado tan manifiestamente, mismos que son conocidos hasta la actualidad como los Tesoros de la Casa Azul.
Hoy en día, junto a ciertas pinturas de la autoría de ambos artistas, se muestran en la Casa Azul notables obras de arte popular, esculturas precolombinas, elementos de la vida cotidiana de Frida, parte de su magnífica colección de exvotos, fotografías, documentos, libros y mobiliario. Asimismo, dos exposiciones itinerantes comisionadas por el Museo, llamadas “Frida Kahlo, sus fotos” y “Las apariencias engañan”, son muestras de excelsa calidad, que difunden a nivel nacional e internacional, el legado de Frida y Diego salvaguardado en la Casa Azul.
El poeta e historiador Luis Roberto Vera, admite que visitar la casa donde la artista se desarrolló tanto profesional como personalmente, es de sumo interés porque “existe una concordancia entre su mundo pictórico y su mundo vivido".
El hermoso jardín de la residencia tiene asimismo una peculiar historia y es parte esencial de la Casa Azul. Actualmente, al cruzarlo, se accede a la exposición de los Vestidos de Frida.

## El Coyoacán de la Casa Azul

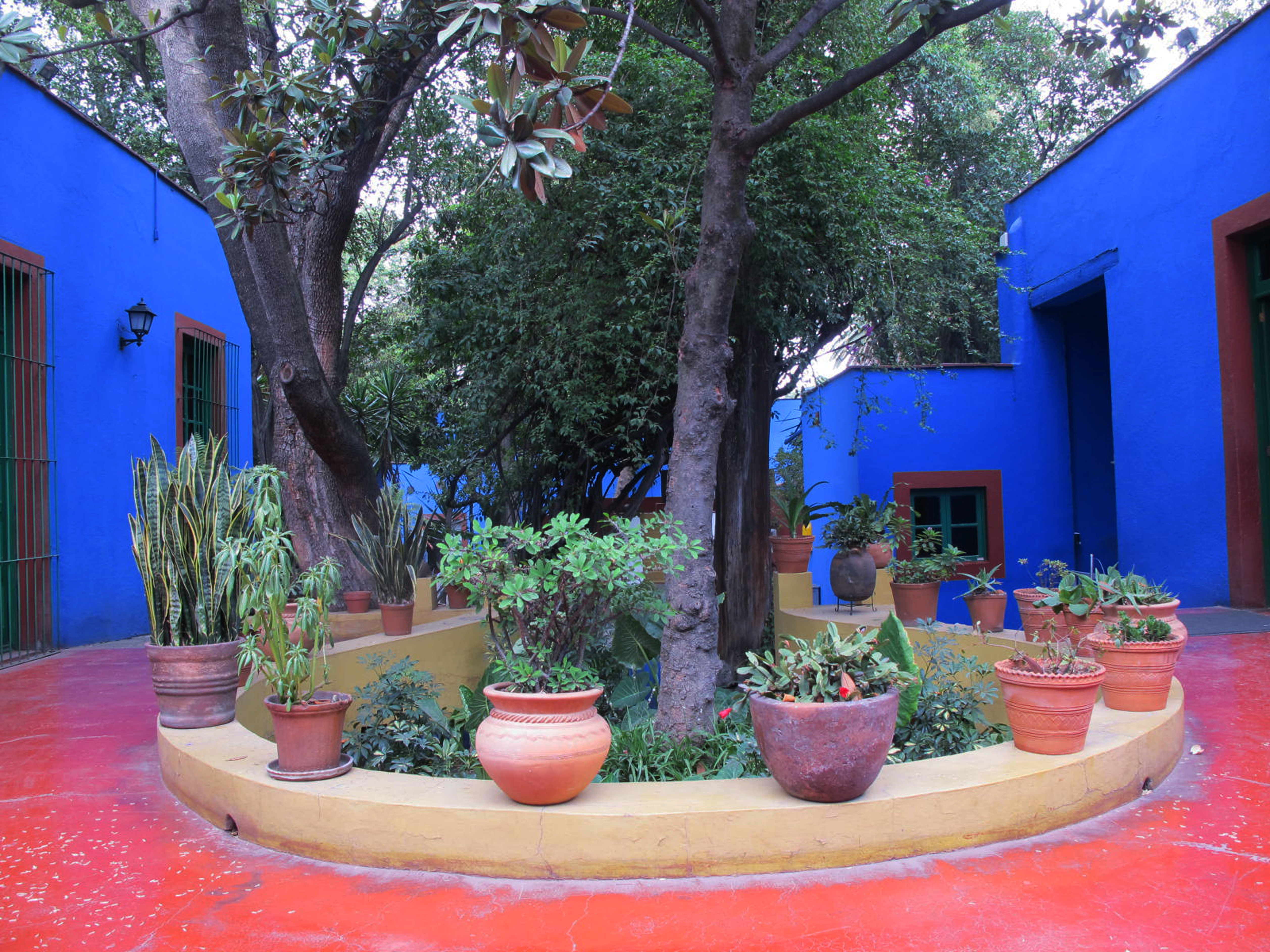
Patio Rojo, Casa Azul

La Casa Azul se ubica en una esquina de la colonia Del Carmen; un barrio de 170 hectáreas que otrora fue parte de la Hacienda San Pedro Mártir. Hacia 1890, este lugar recibió su nombre en honor a Doña Carmen Ortiz Rubio de Díaz, la esposa del presidente Porfirio Díaz. Se encuentra dentro de la Alcaldía Coyoacán, cuya historia se remonta al México prehispánico.
Su nombre viene del náhuatl Coyohuacan, “lugar de los dueños de coyotes”. De acuerdo con el filósofo e historiador mexicano Miguel León-Portilla, la región estaba antiguamente consagrada a Tezcatlipoca, una deidad con el poder de transformarse en coyote por las noches. La erupción del volcán Xitle, ocurrida entre el 245 y el 315 d. C., cubrió a esta región, así como a otras tantas de la cuenca del Anáhuac, de ceniza y piedras basálticas, las cuales fueron utilizadas en muchas edificaciones posteriores de la zona.
A pesar de haber tenido una constante actividad desde tiempos precolombinos y durante todo el periodo virreinal, para el momento en que la Guerra de Independencia de México llegó a su fin, el territorio de Coyoacán había quedado bastante deshabitado. Fue a partir del gobierno de Díaz, que Coyoacán volvió a desarrollarse, hasta convertirse en lo que es hoy.
Entre 1917 y 1923, se crearon el parque de Los Viveros y la Escuela de Pintura al Aire Libre. En 1926, la apertura de la Avenida México Coyoacán propició la conexión entre la Colonia Del Carmen y la Colonia Del Valle, así como otras colonias colindantes. Poco más de una década después, comenzó la pavimentación de avenidas importantes, tales como Miguel Ángel de Quevedo. Para 1929, Coyoacán ya era considerada una de las delegaciones (hoy alcaldías) más importantes del Distrito Federal (hoy Ciudad de México).
En 1972, el Centro de Coyoacán fue declarado zona histórica y en 1990, Zona Monumental Protegida. Hoy, en Coyoacán se encuentran barrios intelectuales y culturales por excelencia de la Ciudad de México. Sus calles han sido escenario de la vida y tránsito de figuras destacadas del ambiente cultural mexicano tales como Rina Lazo, Emilio “Indio” Fernández, José Clemente Orozco, Aurora Reyes, Luis Buñuel, David Alfaro Siqueiros y Jorge Ibargüengoitia, entre otros.
Carl Wilhelm Kahlo, conocido como Guillermo Kahlo, se embarcó rumbo a México en calidad de inmigrante a la edad de 19 años. El joven germano, se sintió motivado por la creciente y económicamente exitosa colonia alemana ya existente en México, que proliferaba para la segunda mitad del siglo XIX, así como por la lectura de las crónicas del explorador, investigador y científico alemán Alexander von Humboldt (1769-1869). Igualmente, es posible que informes sobre la expansión de la industria joyera en México hayan impulsado a Guillermo a probar suerte en el país azteca. Esto, aunado a que –según relató la misma Frida- había fallecido su madre, y nunca tuvo una buena relación con su madrastra en Alemania.
En 1891, Wilhelm arribó al puerto de Veracruz, dotado del conocimiento heredado de una vasta genealogía de joyeros. En concordancia, comenzó a trabajar en la joyería La Perla, ubicada en el centro de la capital del país. En 1893, se casó con María Cardeña, quien murió al dar a luz a su tercer bebé, en octubre de 1897. En febrero de 1898, Wilhelm contrajo matrimonio con Matilde Calderón, con quien tuvo cuatro hijas; Frida fue la tercera de ellas. Lo más probable es que haya sido su nuevo suegro quien lo introdujo en el mundo de la fotografía. Así, el joven Kahlo pronto estaba laborando como reportero de varias revistas nacionales.

Su carrera como fotógrafo se desarrolló satisfactoriamente y le permitió adquirir en 1904 un terreno de 800 metros cuadrados en la esquina de las calles Londres y Allende, que otrora fue propiedad de la orden religiosa de los carmelitas. En este predio, Guillermo; nombre con el cual se hizo llamar Wilhem al poco tiempo de haber llegado a México, construyó su casa en el número 75 de la manzana 36, ubicado en la esquina noreste del cruce de las calles de Londres y Allende. De acuerdo al cronista mexicano de origen belga, Luis Everaert Dubernard, en la zona aún no abundaban las casas habitación:  
"Con fachada hacia ambas calles, pronto se levantó en el predio una casa de un piso, sobre sótano de poca elevación, con planta en forma de C en torno a un patio al que daban las habitaciones, alineadas una en seguida de la siguiente (…). Por mucho tiempo, esa construcción que recuerdo con las fachadas siempre pintadas de azul ultramar fue la única en toda la manzana". 
Antes de la llegada de Guillermo a México, un emprendedor y visionario hombre de negocios alemán, Segismundo Wolff, adquirió los terrenos de la entonces Hacienda de San Pedro. Así, pudo comenzar la transformación del predio, en la colonia Del Carmen, alrededor de 1886. Posiblemente, Wolff consiguió esta concesión territorial, justamente para promover el poblamiento de la colonia Del Carmen, urbanizándola al modo moderno. Facilitó la comercialización de los lotes mediante agentes, oficinas de información y ventas, con planos de toda la colonia o de fracciones de la misma. Ofreció facilidades de pago y planes de financiamiento basados en hipotecas. Sus proyectos resultaron ser una excelente inversión, tanto para él como para los nuevos propietarios. Uno de aquellos planos, ejemplo de urbanismo profesional para la época, se conserva en el Archivo Histórico de la Ciudad de México.

Una vez en la capital mexicana, probablemente fue el conocimiento de la generosa aportación de Wolff y su importancia para el establecimiento de la colonia Del Carmen, lo que impulsó a Kahlo a construir su hogar ahí, como una forma de mantenerse cerca de sus raíces alemanas. Cuando Guillermo se estableció en Coyoacán, se encontró con una zona que obedecía los cánones urbanísticos presentes en ciudades europeas.De acuerdo con Everaert: 
"El mapa muestra una zona con un trazo ortogonal de calles muy anchas, es decir, en ángulos rectos, de orientación norte-sur y este-oeste, y manzanas rectangulares de 60 por 100 metros de lado, con lotes tipo de 1000 metros cuadrados, un gran parque público en el centro, y con la nomenclatura de calles con nombres de próceres de la Independencia y de las capitales europeas".

## El inmueble de la Casa Azul

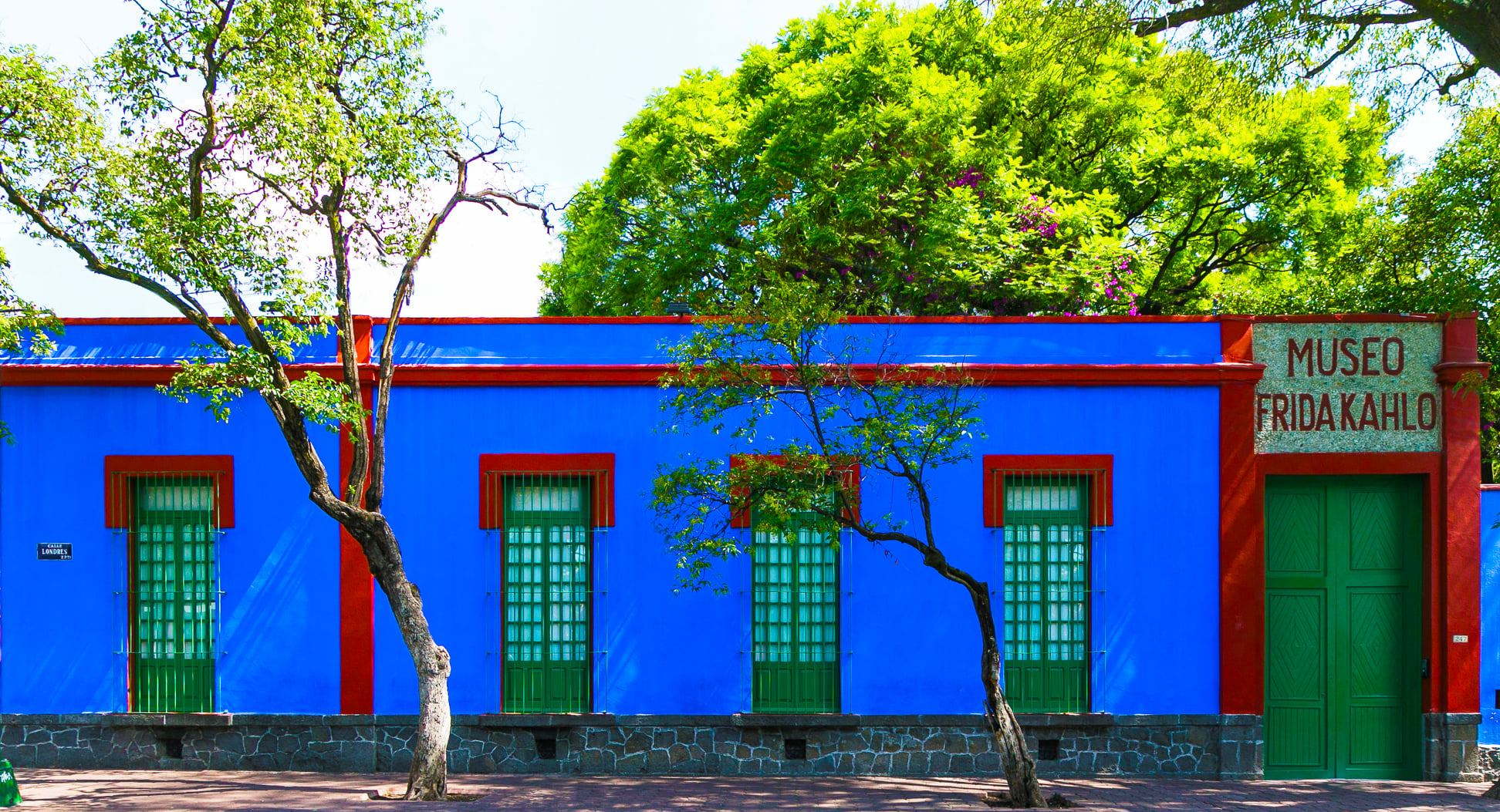
Fachada Museo Frida Kahlo

Se dice que el diseño original del inmueble era de forma rectangular e incluía algunos espacios al aire libre. De acuerdo con Hayden Herrera, la estructura de la casa, su único piso, su techo liso y su plano en forma de “c” asimilaban a un diseño del siglo XIX.
No se sabe exactamente desde cuándo, ni por qué, los muros exteriores de la casa fueron pintados de azul. En octubre de 1932 la residencia ya estaba dotada de este color, de acuerdo a la siguiente cita, originaria del Diario de Lucienne Bloch: “¡Qué casa! Toda azul reluciente con esquinas rosadas, con ventanas verdes y un patio central con cactáceas, naranjos e ídolos aztecas”. Cuando escribe esta impresión, la muralista estadounidense se encontraba de visita en la residencia de Coyoacán. Había viajado acompañando generosamente a Frida a presenciar la muerte de su madre, acontecida asimismo en septiembre de ese mismo año, 1932. Igualmente, está documentado que, en enero de 1937, cuando llegó el matrimonio de León Trotski y Natalia Sedova a hospedarse en la residencia, la casa seguía pintada de azul. Así, lo narra el asistente personal de Trotski en esos entonces, Jean van Heijenoort: “Desde el aeropuerto tomé un taxi a Coyoacán. En una casa azul ubicada en avenida Londres, que estaba rodeada de policías, me reuní con Trotsky y Natalia”.
Es indudable que el color de la casa es uno de los atributos que facilitó la identificación de la vivienda, cuando esta comenzó a volverse famosa nacional e internacionalmente. Su popularidad inició, probablemente, con motivo de la llegada del revolucionario ruso. Esta visita que se prolongó por dos años atrajo prensa, así como actividad social y política al inmueble.
Se estima que el hermoso jardín de la casa comenzó a tomar forma en un periodo indefinido entre 1933 y 1936. En 1937, Diego adquirió el predio colindante, anteriormente deshabitado, de mil cuarenta metros cuadrados. Esta compra pudo realizarse gracias a una donación anónima que recibió Diego Rivera, destinada a financiar la ejecución de medidas que garantizaran confortabilidad y seguridad a León Trotski durante su encierro. Asimismo, las ventanas que daban a la calle se tapiaron por dentro con bloques de adobe, se construyó una torre de seguridad que daba a Londres y se elevó considerablemente la altura de la barda perimetral. Gracias a estas modificaciones infraestructurales, Trotski y Natalia estuvieron seguros en la Casa Azul. El revolucionario soviético y su esposa se hospedaron ahí desde enero de 1937 al mayo de 1939. Durante este periodo, Frida y Diego no vivieron en la Casa Azul, sino en su residencia de San Ángel, que hoy es el Museo Casa Estudio Diego Rivera y Frida Kahlo.
En 1941 Frida y Diego se establecieron en la Casa Azul; la primera de modo permanente y Diego alternando con la residencia de San Ángel. A mediados de la década de 1940, Diego mandó construir el ala de la casa del lado de la calle Allende. En el jardín construyó una fuente, una pirámide escalonada, un cuarto contenedor de piezas arqueológicas y un espejo de agua.

En 1946, asesorado por Juan O ‘Gorman, el muralista encargó que se empleara piedra basáltica para la construcción de un nuevo estudio, de diseño vanguardista mexicano. O ‘Gorman también colaboró con Rivera para hacer posible el diseño arquitectónico que el pintor quería para dos nuevas recámaras, contiguas al Estudio, y una nueva terraza. Esta última, fue particularmente imponente en cuanto a sus dimensiones y materialidad. La confianza intelectual que Rivera tenía para con O‘Gorman nació después de visitar una de las casas que el arquitecto funcionalista diseñó. Sobre esta corriente, el maestro Rivera dijo:

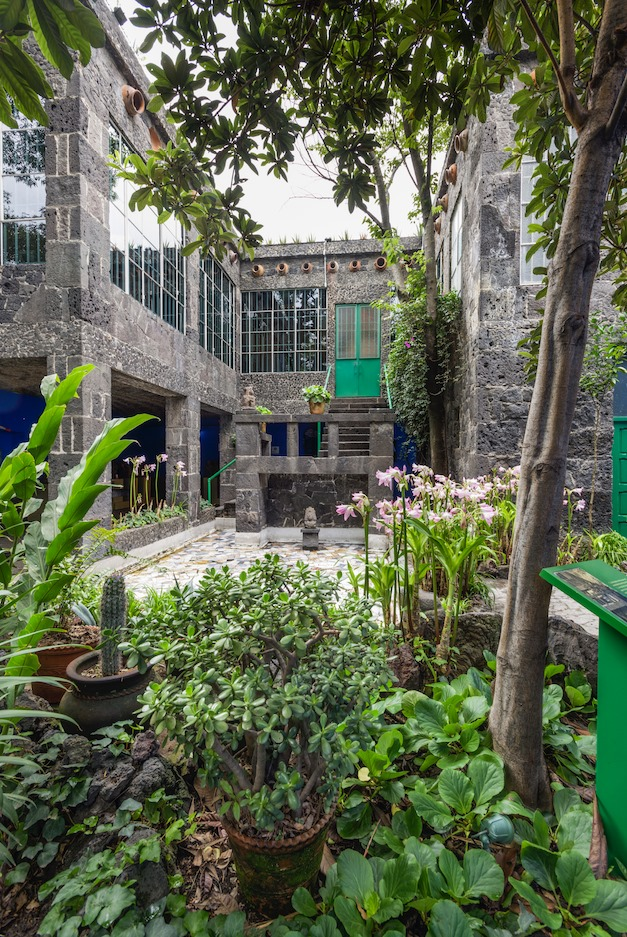
Vista a Estudio, desde el Jardín del Museo

“la arquitectura realizada por el principio del funcionalismo más científico, es también una obra de arte. Y puesto que por el máximo de eficiencia y mínimo de costo (…), era de enorme importancia para la reconstrucción rápida de nuestro país y, por lo tanto (según el propio maestro Rivera), le daba belleza al edificio”.

#### Eclecticismo en la estética de la Casa Azul
Se ha descrito el estilo arquitectónico y decorativo de la Casa Azul como ecléctico, quizá por no clasificar cada una de sus añadiduras constructivas. Sin embargo, si algo es ecléctico por reunir tendencias distintas, entonces la Casa Azul podría serlo.
El inmueble es el resultado de la combinación de dos corrientes que contrastan entre sí, sin descalificarse mutuamente: aquella de la clase media acomodada de finales del siglo XIX (aunque la Casa se edifica comenzado el siglo XX, su estética es propia de la centuria anterior) y el estilo vanguardista mexicano creado por Rivera y O’Gorman. Hoy, ambos diseños y métodos constructivos lucen unificados en un solo escenario doméstico.
En principio, la Casa respondió a los cánones ornamentales de una sociedad que buscaba absorber lo que fuera extranjero. A treinta años de su construcción, comenzó su modificación, con el objetivo de que tanto la arquitectura como la decoración de la vivienda citaran lo nacional. Los cambios más determinantes pueden clasificarse en las siguientes etapas: el extenso periodo inicial, desde 1904 a 1936, la estancia de León Trotski, desde 1937 y la construcción del Estudio, de 1946 en adelante.

## Etapas de la Casa Azul

### Etapa inicial 1904 - 1936
Las únicas fotografías que existen del inmueble en tiempos de Guillermo Kahlo son en blanco y negro. No obstante, esto no impide asegurar que la fachada de la casa, en sus inicios, era blanca o de algún tono pastel muy tenue. Los archivos visuales de la casa muestran una celosía, una moldura, puertas y ventanas adornadas de marcos oscuros, posiblemente de color rojo almagre o sepia. Dicha tonalidad obedecía al estilo popular de las casas de campo propiamente mexicanas. Hay autores, como es el caso de Adriana Zavala, que describen la casa en su primera etapa como neoclásica. Beatriz Scharrer concuerda con esta propuesta:
Aunque hoy parezca extraño, la fachada exterior de la casa era neoclásica y también lucía la dualidad de colores ya explicada. Sobre un fondo claro, existían elementos más oscuros contrastantes como lo eran el friso de cabezas de ladrillos alternados, el remate de la esquina de la casa de donde partían los frentes sur y poniente y la greca que corría a todo lo largo de la fachada delimitando las entrecalles de los muros y coronando las ventanas.
Scharrer también señala que  estas características eran representativas de la arquitectura del Porfiriato, lo que hace todo el sentido considerando que el auge profesional del padre de Frida, Guillermo Kahlo, se dio durante esa época. 
La vista exterior del inmueble se caracterizaba por sus ventanas rectangulares que llegaban al piso: cuatro ventanas se distribuían a cada lado de la escuadra de la casa y una ventana distintiva, perteneciente al espacio de la cocina, lucía en la fachada que daba a la calle de Allende. Los vanos estaban ricamente decorados con balcones falsos y barandales garigoleados de hierro forjado. Una cenefa de piedra volcánica adornaba la parte inferior de la casa y, por el contrario, la cornisa exhibía una hilera de ladrillos.
La Revolución Mexicana cambió dramáticamente la situación económica de la familia Kahlo-Calderón. Gracias a la ayuda de un anticuario del centro de la ciudad, vendieron los muebles afrancesados de la sala. Tiempo después, el matrimonio se vio en la necesidad de alquilar cuartos y hasta de hipotecar la casa familiar, misma que habían construido durante tiempos pasados y prósperos. El inmueble estaba a nombre de Matilde Calderón, la madre de Frida, por esto  nos consta que tamaña decisión tuvo que haber sido tomada por ambos integrantes del matrimonio.
Aproximadamente un año después de que Frida contrajo matrimonio con Diego, el pintor liquidó la deuda de la casa, la cual pasó a convertirse en propiedad de Frida. Un documento de la Tesorería de Distrito Federal del año 1930 confirma el cambio de propietario de la casa ubicada en Londres número 127. Había dejado de pertenecer a Matilde Calderón de Kahlo y ahora estaba a nombre de Frida Kahlo de Rivera.
La pareja de artistas no habitó la Casa Azul después de haberse unido, sino hasta 1931 cuando se instalaron temporalmente. Después de pasar unas semanas en Coyoacán, viajaron a Nueva York y más tarde a Detroit. En 1933, se fueron a vivir a la casa funcionalista que les diseñó O’ Gorman en San Ángel. Durante este periodo de estancia itinerante de la pareja en distintos lugares, el padre de Frida, Guillermo Kahlo, habitó la casa de la colonia Del Carmen con su hija menor Cristina, y sus nietos Isolda y Antonio.
Sin perjuicio de lo anterior, y según la historiadora Beatriz Scharrer, fueron Diego y Frida quienes, poco a poco le dieron a la residencia la estética particular que la caracteriza hasta la actualidad. Le imprimieron su admiración por los pueblos de México con colores y decoración de arte prehispánico y popular.

### Segunda Etapa: 1937 - 1945

Habitación de Diego Rivera, Casa Azul

En otoño de 1936,  Diego Rivera convenció al entonces presidente de México, Lázaro Cárdenas, de que concediera al revolucionario ruso León Trotski, asilo político en territorio mexicano. Trotski sufría en esos entonces y desde hacía mucho años, la acérrima persecución de Stalin.
Con la llegada de Trotski a México en enero de 1937, y anticipándose a la constante amenaza de la cual sería objeto, Diego mandó a hacer alteraciones a la Casa Azul, por motivos de seguridad. Se construyó una torre de vigilancia y una caseta de policía. En 1938 se adquirió el predio colindante, el cual anterior a la adquisición constituía un frente de alto riesgo, al estar deshabitado.
Las modificaciones no fueron únicamente funcionales, sino también de estilo. En oposición a la costumbre arquitectónica del porfiriato, en los años veinte se abandonó la imitación de modelos extranjeros. Por el contrario, ahora se buscaba rescatar y crear una identidad propiamente mexicana, cimentada en la cultura precolombina y el arte popular. Es igualmente probable que la búsqueda por una nueva estética para la Casa Azul haya estado parcialmente motivada por la intención de alinearse visualmente con las convicciones sociopolíticas del intelectual ruso, únicamente en aquellos aspectos que eran compartidos por la pareja de artistas. En otras palabras, había que deshacerse de todo aquello que diera la apariencia de ser burgués.
Una fotografía de 1938 muestra cómo las paredes de la Casa Azul fueron aplanadas. Se eliminaron el friso y la greca que en otros tiempos adornaba la fachada. Únicamente se conservó el remate superior. Las rejas garigoleadas en las ventanas fueron sustituidas por barrotes redondos pintados de verde. Se retiraron las macetas que lucían en la celosía y se sustituyeron por magueyes y piezas precolombinas.
En enero de 1941, cuando ambos artistas Frida y Diego volvieron a vivir de modo más o menos permanente en la Casa Azul, la habitación más grande del inmueble (actual sala 1 del Museo Frida Kahlo) era el estudio de Diego. En la habitación contigua se encontraba el entonces estudio de Frida; la presente sala 2 del Museo. Aquí, la artista escribe que fue particularmente dónde nació, aunque esto último no está, hasta la fecha, fehacientemente documentado.
La casa comprendía, asimismo, una habitación de invitados y otra que contenía las camas de Frida y Diego. La cama de Frida había sido modificada en 1925, por Matilde Calderón, para acomodar las necesidades de su hija tras el severo accidente que dejó a Frida muchos meses inmobilizada. El entonces estudio fotográfico de Guillermo Kahlo ocupaba lo que originalmente era un baño, una despensa y el pasillo. Parte del terreno adquirido para garantizar la seguridad de Trotski se usó para ampliar el patio de servicio y abrir un zaguán hacia la calle de Allende. Se añadieron también una terraza, bodegas y baños. Ni el comedor ni la cocina sufrieron modificaciones estructurales, sino estéticas: se adornaron los braseros y el salpicadero con mosaicos artesanales de talavera. Se añadieron trasteros de madera pintados de amarillo y se adquirieron elementos que resaltaban el estilo mexicano que la pareja deseaba impregnar en su hogar. Entre las adquisiciones que se ocuparon y lucieron en la residencia en este tiempo, mismas que se conservan en exposición en la actualidad, encontramos mantelería, trastes de cocina, vajillas, cucharas de palo, cazuelas de cobre, ollas de barro, jarrones de vidrio soplado y molcajetes de piedra. De acuerdo con Graciela Romandía de Cantú, la pareja no sólo utilizaba estos objetos en su vida cotidiana, sino que igualmente coleccionaban piezas de arte popular, “que les eran agradables a sus desarrollados sentidos artísticos e inclinaciones nacionalistas”, a las cuales otorgaron una función decorativa que sigue siendo protagonista en la casa.

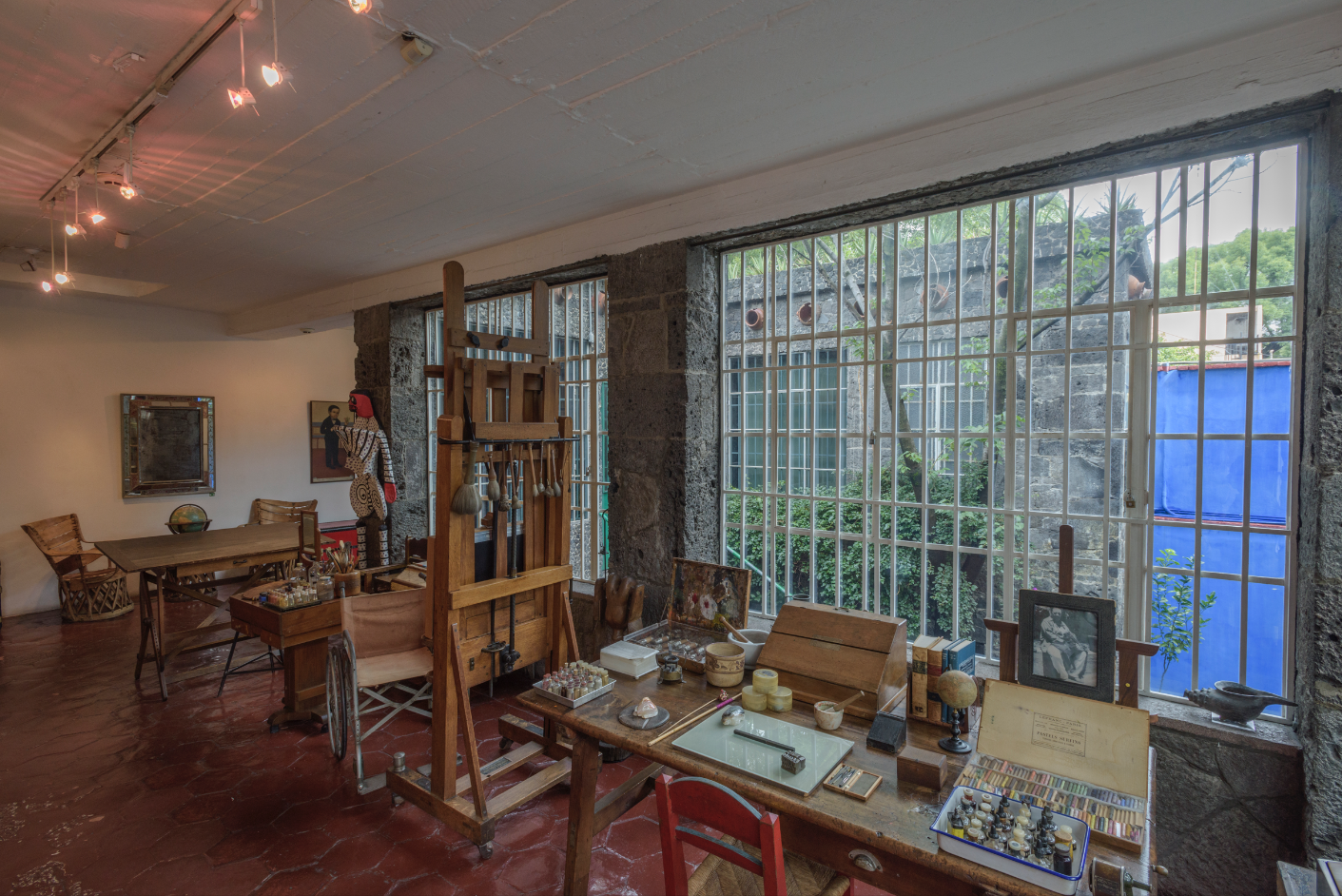
Estudio de la Casa Azul

### Tercera etapa: el Estudio de Frida y Diego 1946
En 1945, Frida y Diego decidieron diseñar una nueva ampliación para la casa y fue O’Gorman quien nuevamente estuvo a cargo del diseño constructivo de la misma. Dicha edificación, realizada en 1946, abarcaría lo que había sido el patio de servicio durante la etapa anterior y se convertiría en dos nuevas recámaras, un baño y un nuevo estudio para la pareja de artistas. Hoy, en el Museo Frida Kahlo este sección es conocida como el Estudio de la Casa Azul, en el cual se aprecian materiales y espacios de trabajo de ambos artistas, tal cual como ellos los dispusieron y utilizaron en esta etapa de sus vidas.
Juan O’ Gorman, muralista y arquitecto, conoció a Diego Rivera alrededor de 1922. En ese entonces, Rivera era casi veinte años mayor que él. Coincidieron cuando Rivera se encontraba realizando el mural del Anfiteatro Bolívar en el Antiguo Colegio de San Ildefonso, antes la Escuela Nacional Preparatoria. A los 24 años de edad, O’ Gorman diseñó el primer edificio residencial funcionalista del país, el cual dejó a Rivera impresionado con el nuevo orden estético de la modernidad. En consecuencia, en 1931 el pintor le comisionó a este arquitecto la construcción de su casa-estudio en un barrio de la Alcaldía Álvaro Obregón, ya entonces conocido como San Ángel Inn. Esta casa, es hoy el Museo Casa Estudio Diego Rivera y Frida Kahlo. En 1942, Rivera vuelve a confiar en su amigo arquitecto para los planos iniciales del que sería el majestuoso Anahuacalli. Al final del día, Rivera contó con la colaboración profesional de O’ Gorman en todo el proceso de diseño y construcción de su obra póstuma, misma que se inauguraría 22 años más tarde como el Museo Diego Rivera Anahuacalli.
Volviendo a la tercera etapa de la Casa Azul, un yacimiento de piedras basálticas se encontraba en las inmediaciones de Coyoacán. Se trataba de un material relativamente barato, que requería de poco mantenimiento. Diego, inspirado por la piedra volcánica que había sido utilizada por los aztecas para construir pirámides y tallar piezas ceremoniales, le pidió a O’ Gorman que recubriera la nueva construcción con bloques de esta piedra, cuidadosamente cortados. Esta decisión, así como varias de las opciones estilísticas que se aprecian en la actualidad en esta tercera etapa de la casa, fueron reflejo de la preferencia de Frida y Diego por las ambientaciones que referenciaran claramente lo mexicano; ya fuera lo tradicional, lo precolombino o incluso la estética del México moderno.
El Estudio fue decorado con esculturas, también precolombinas. Fuera del estudio, se construyeron 4 patios; 2 descubiertos y 2 techados. En los patios techados, que funcionaban como salas de reuniones y comedor al aire libre, Frida y Diego literalmente “incrustaron” su estilo. Ambos artistas diseñaron mosaicos originales para los plafones. Aquel plafón que ilustra el ojo, el reloj, la luna y el sol fue diseño de Frida, mientras el que luce la oz y el martillo, fue concepción de Diego. Ambos artistas, además, embellecieron las paredes de estos patios exteriores añadiendo a sus muros caracoles de mar y otros elementos decorativos, tales como jarros empotrados.
Este nuevo espacio arquitectónico y la casa original fueron conectados mediante una escalera interna hecha de basalto, construida contigua al exterior de la cocina, la que a su vez enmarca un cuarto bajo nivel, de diseño muy original para la época. Debido a su geometría, este espacio es actualmente conocido en el Museo Frida Kahlo como “cubo de la escalera”.
En 1953, después de que le amputaran parte de la pierna derecha, Frida mandó añadir rampas que partían del atrio del jardín y le facilitaban el acceso a la sección original de la casa. Comenzó a tener dificultades para acceder al nuevo estudio, porque se llegaba por escaleras. Lo resolvió trasladándose al más pequeño de los dos nuevos cuartos, ubicado contiguo al estudio, desde el cual podía trasladarse por sí sola. En esta habitación falleció Frida el 13 de julio de 1954.

## El Jardín de la Casa Azul

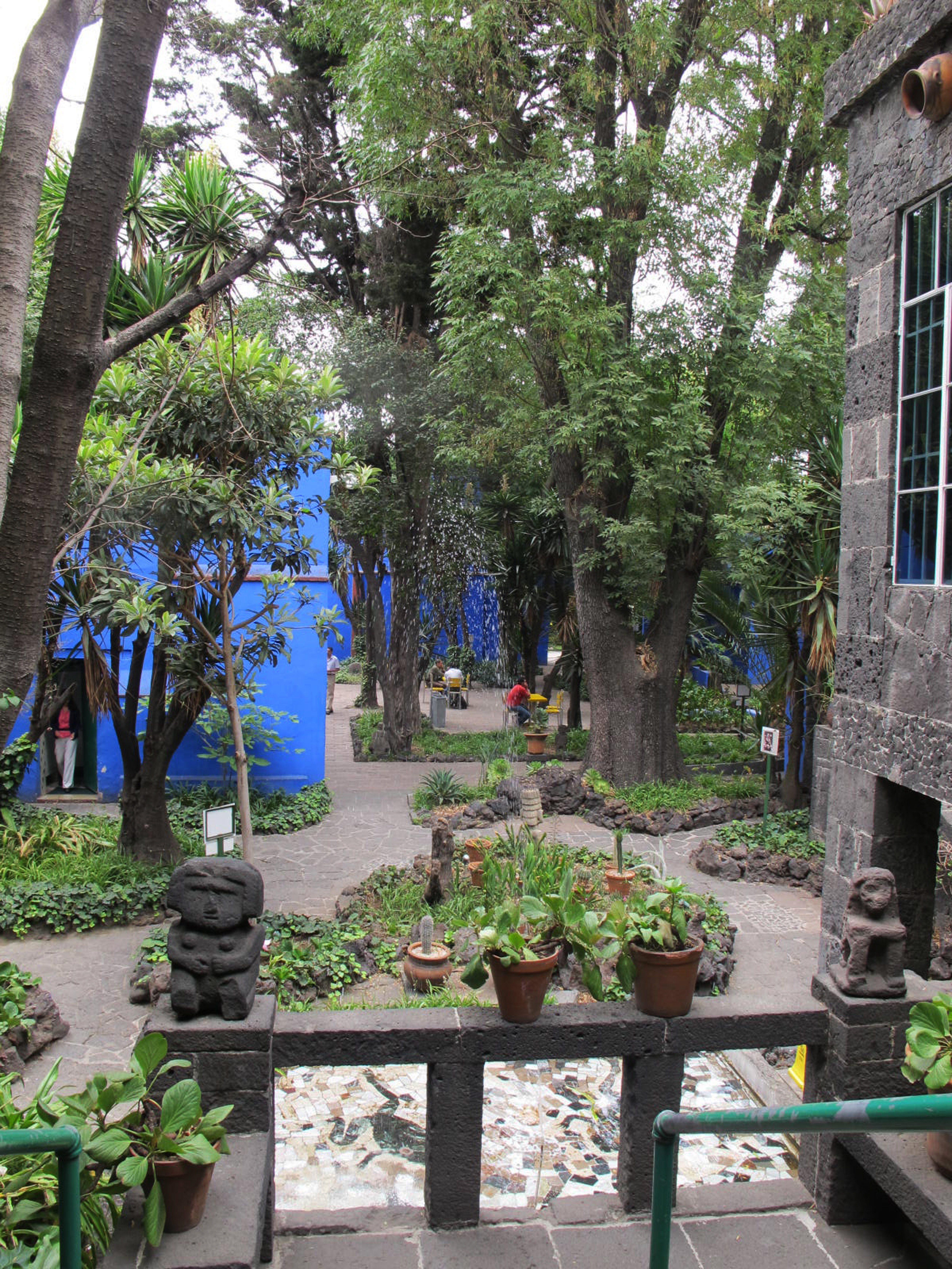
Vista desde Recámara de Frida, Museo Frida Kahlo

El jardín original de la casa de Guillermo Kahlo emulaba el estilo europeo decimonónico. La disposición de la casa alrededor de un atrio central, se remonta a la tradición de los patios interiores en las casas de las primeras generaciones de españoles viviendo en México, mismos que estaban a su vez inspirados en los atrios moriscos de ciudades tales como Sevilla, Córdoba y Cádiz
Las primeras evidencias de un jardín en el hogar de la infancia de Frida, provienen de fotografías familiares tomadas a principios del siglo XX. En ellas, se ve el balcón inferior y el patio debajo de él. Entre sus elementos, destacan plantas tales como rosales, cordilines, filodendros, palmas y bananos. De acuerdo a la moda de ese entonces, el jardín debía armonizar con la estructura arquitectónica de la residencia. En concordancia, en la casa de Coyoacán, numerosas macetas de terracota se alineaban a la orilla del balcón.
Algunas fotografías tomadas en la década de los treinta, delatan que se añadieron árboles de naranja, columnas talladas y nuevas plantas en maceta. Aunque Diego y Frida no habitaran la Casa Azul durante ese tiempo, lo más probable es que Guillermo se hubiera dedicado a documentar los cambios que fueron decisión de la pareja de artistas.
Con la llegada de Trotski a la Casa Azul y la ya conocida compra del lote aledaño a esta, se tiró la pared que dividía ambos terrenos y se extendió el jardín, que ahora contaba con una extensión de 800 metros cuadrados. Entre los libros de Frida que quedaron en la colección el Museo Frida Kahlo, hay algunos de botánica. De esto se desprende, que es posible que la artista los haya adquirido para documentarse respecto a las posibilidades ofrecidas por un extenso jardín. Ella y Diego plantaron especies tanto nacionales como importadas; entre ellas, una gran variedad de cactáceas (magueyes, nopales, ‘viejitos’, biznagas y yuca), árboles frutales (naranjo, membrilleros y granados) y flores de orígenes diversos. Igualmente, se incorporaron al jardín mascotas de Frida y Diego, entre ellas dos monos araña, un par de pericos, otro par de pavos, un águila, un venado llamado Granizo y seis perros, en su mayoría de “perros pelones mexicanos” o xoloitzcuintles.
Un tiempo después de que Frida y Diego contrajeran matrimonio por segunda vez, en 1941 Rivera supervisó la construcción de una pirámide escalonada para exhibir permanentemente una selección de sus esculturas precolombinas. En el punto central de la entrada al jardín, se irguió una figura monolítica en forma de aro de piedra, asimismo de origen prehispánico, de aquellos que eran utilizados a manera de canasta en el juego de pelota precortesiano. También, existe en el jardín un pequeño altar a Tláloc y una especie de pila bautismal adornada con una cenefa de quincunces (símbolo utilizado por los antiguos pobladores de Mesoamérica para designar los rumbos del universo: este, sur, oeste y norte, además del centro, que funcionaba como el eje del mundo o axis mundi).  Finalmente, la pareja mandó a edificar un estanque y una habitación pequeña con un frente incrustado de piedras en forma de cabezas de Tláloc y dos cabezas de serpientes en las esquinas.
En 1946, se construyeron una serie de patios ya descritos anteriormente en el presente texto; unos cubiertos y otros expuestos. Secciones de las paredes de los patios del jardín fueron recubiertas con estuco, pintadas de azul y enmarcadas con tezontle. Hacia el final de su vida, Frida se mudó a la habitación que gozaba de la mejor vista al jardín, y se mandaron instalar rampas que le permitieron a la artista moverse entre la sección original de la casa y el atrio central. “Los senderos serpenteantes del jardín, que todavía existen en la actualidad, fueron diseñados específicamente para que (Frida) pudiera atravesarlos en una silla de ruedas”.
Poco tiempo después de la inauguración del Museo, surgió el interés que continúa en la actualidad, por conocer las especies vegetales que existen en el jardín de Frida. Esta investigación se ha nutrido del hecho de que muchas de las obras maestras de la artista incluyen vivaces representaciones de plantas que aún habitan el jardín de la Casa Azul. Un censo hecho en el año 2018 a las plantas existentes, muestra la gran variedad de orígenes que tienen los elementos vivos del jardín. Se han reconocido jacarandas, bugambilias, magnolias, truenos, yucas, aguates, cedros, fresnos, nísperos, ficus, encinos, pirul del Brasil, acacias, limones, perales, ciruelos, laureles y palmas. Del total de especies botánicas que se desarrollaban en el jardín de la Casa Azul para el año del censo, el 56% son originarias de fuera del continente americano, el 22% son provenientes de Mesoamérica  y el restante 22% provienen de otras zonas de América. Respecto al número de ejemplares botánicos, la relación porcentual resultó ser interesantemente diferente. Del 100% de especímenes que habitan el jardín del hogar de Frida, un 45% son mesoamericanos, un 41% son nativos de zonas no situadas en el continente americano y un 14% son ejemplares de especies que provienen de otras partes de América.

## Algunos contenidos de la Casa Museo

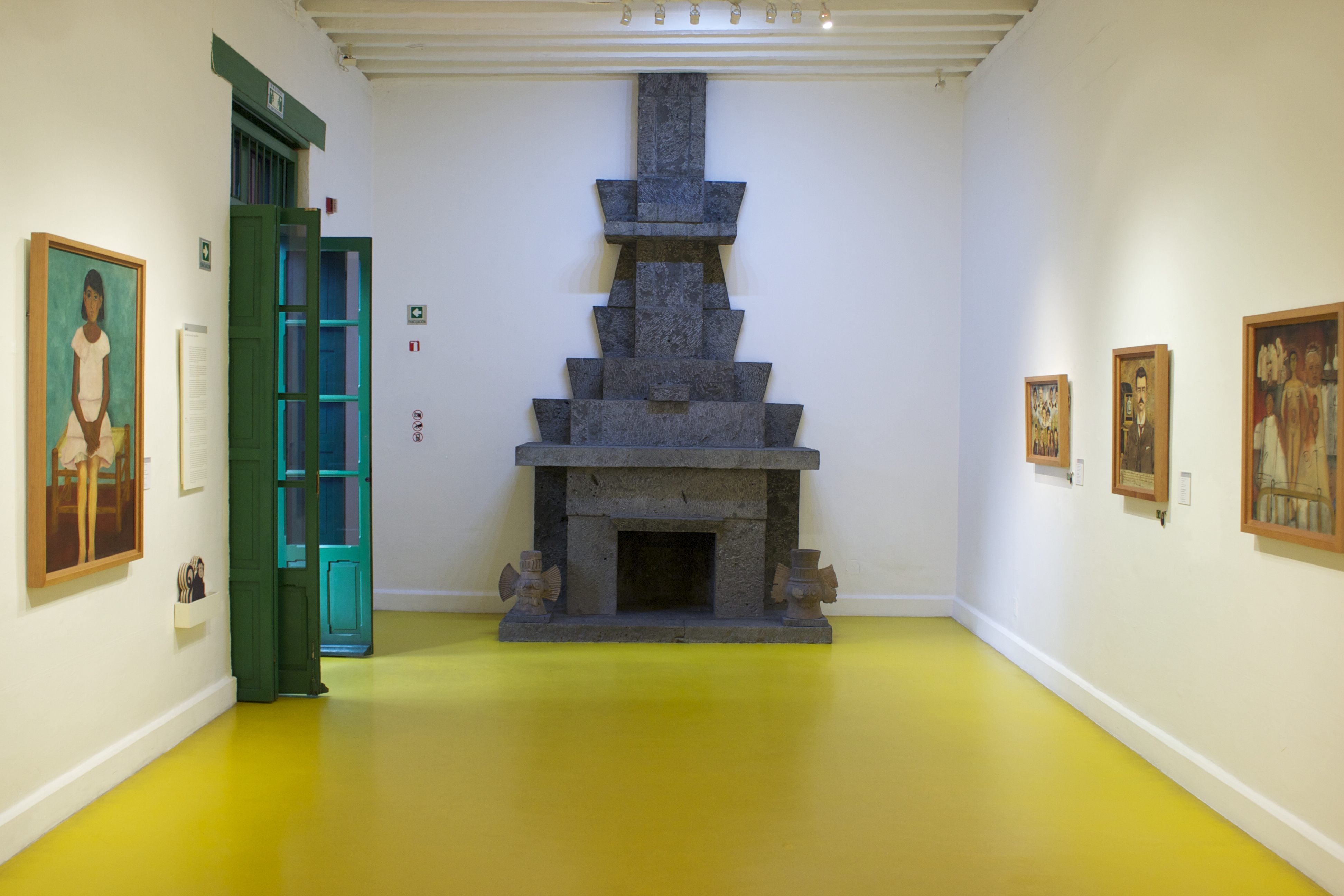
Sala 1, Museo Frida Kahlo

La Casa Museo permite a sus visitantes descubrir la profunda relación que existe entre Frida Kahlo y Diego Rivera, sus pinturas y su hogar. Las habitaciones muestran parte de la obra de Frida y Diego Rivera, quien también vivió ahí. 
Entre lo más destacado de la Casa se encuentran las camas de Frida: la de día y la de noche. La primera, tiene un espejo en el dintel, el cual utilizó la artista para pintar sus autorretratos mientras se encontraba inmovilizada de la columna debido al terrible accidente que tuvo. La cama de noche, fue la que ocupó Frida durante los últimos años de su vida, en los cuales pasó postrada la mayor parte del tiempo, por ende necesitó cambiarse de lugar cada cierta cantidad de horas, para evitar lesiones por estar mucho tiempo en posición horizontal.
Otro atractivo del Museo es el Estudio de Frida, donde se aprecia parte de la biblioteca de la residencia, que conjunta volúmenes que pertenecieron a Frida, a su familia, así como a Diego Rivera. La Cocina de la Casa Azul, es uno de los espacios más tradicionales del Museo en cuanto a su estética; las vasijas, platos y menaje de manufactura artesanal mexicana, están bellamente expuestos y reflejan el estilo de vida gastronómico de la artista y de su familia. A pesar de que en la época en que vivieron Frida y Diego ya se usaba el gas en las cocinas, la pareja prefirió preservar la estufa de la Casa Azul a base de leña, probablemente para disfrutar la preparación de las comidas con el estilo tradicional.
Cada habitación de la Casa revela la clara preferencia que la pareja tuvo en torno a la estética mexicana. Así, por ejemplo, esculturas prehispánicas se encuentran expuestas en varios lugares de la Casa Azul. Igualmente, hay más de diez representaciones en cartonería, llamadas "Judas"; son personajes geniales  que cuelgan de las paredes. El Estudio de los artistas preserva pinturas, pinceles, lápices, libros y cuadernos, tal y como alguna vez fueron utilizados. De esta manera, las personalidades de Frida y Diego se encuentran representadas en su hogar, dejando sus esencias en cada lugar.
Las obras de arte de Frida Kahlo que se encuentran expuestas en las salas de exhibición dan cuenta del proceso de trabajo y de la evolución pictórica de la artista durante su vida profesional. Muchas de estas obras, probablemente la mayoría de ellas, son inconclusas. Esto se debe a que Frida Kahlo vendió durante su vida, la mayor parte de las pinturas que realizó íntegramente. No obstante, en la Casa Azul hay tres piezas maestras de la carrera de la artista que sí están terminadas: Retrato de mi Padre (1941), Viva la Vida (1954) y Naturaleza Muerta; un cuadro muy especial en un marco redondo, del año 1942.
En vida, Rivera dejó todo arreglado para que cuando él y Frida murieran, se convirtiera la casa en museo. Los baños de la residencia quedaron cerrados a modo de bodegas; el muralista indicó que podrían abrirse solo quince años después de su deceso. Dicho tiempo se prolongó a en cuarenta ocho años, y al abrir estos espacios se descubrieron cientos de documentos, fotos, vestidos, libros y accesorios. Fue necesario anexar y acondicionar el inmueble contiguo a la residencia para poder exhibir los tesoros encontrados.

## Galería de imágenes

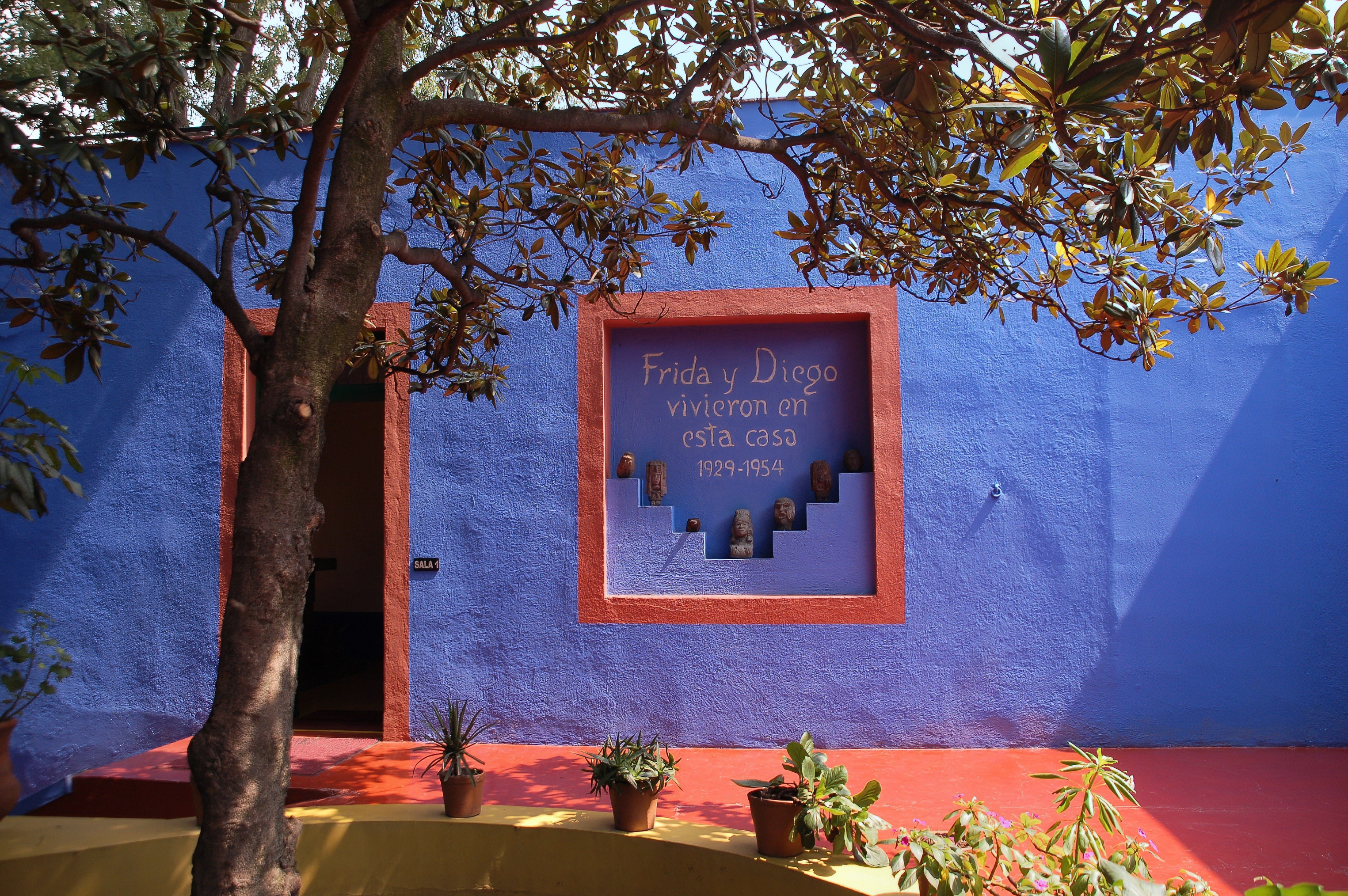
Entrada del museo
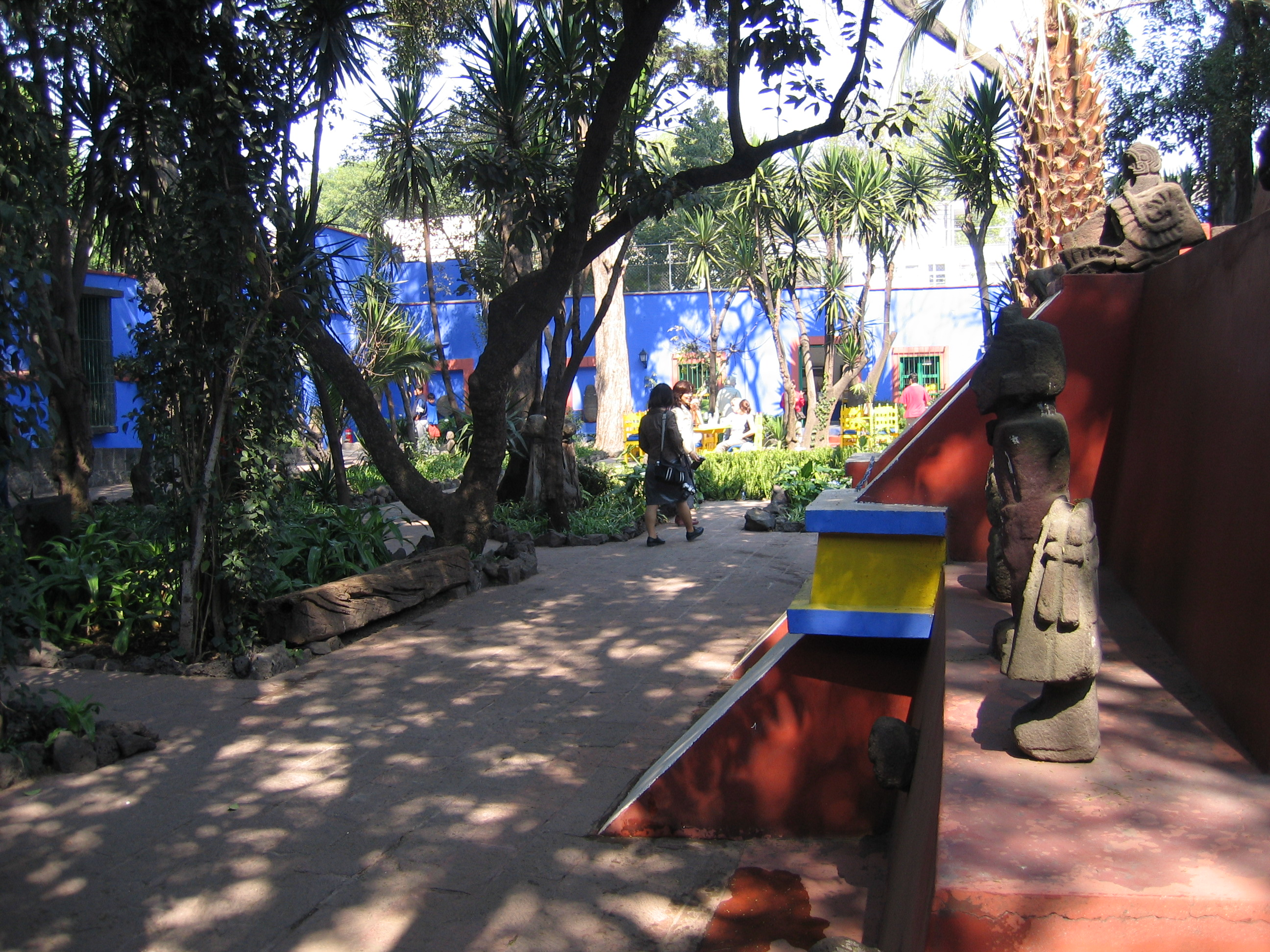
Patio
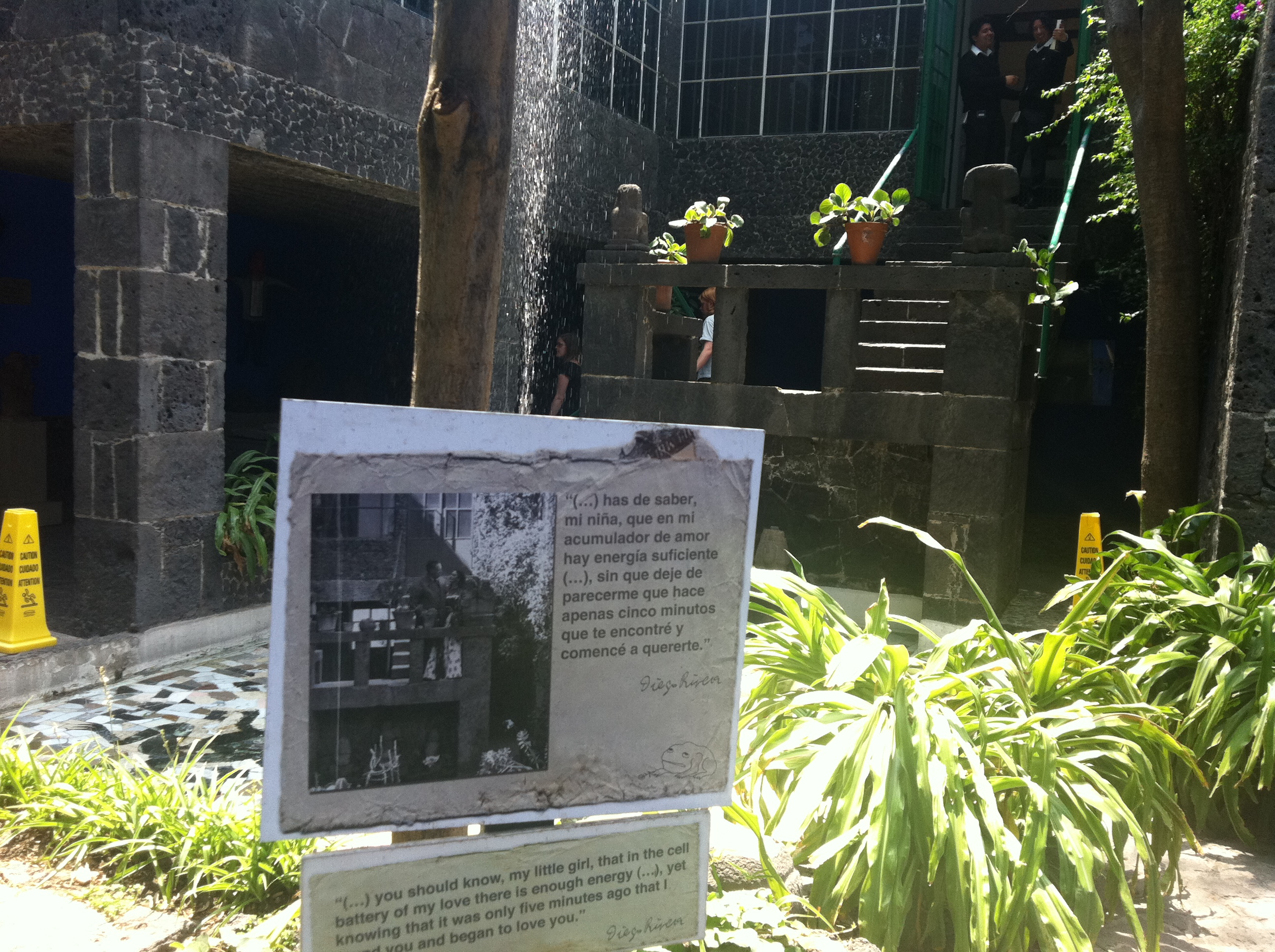
Museo Frida
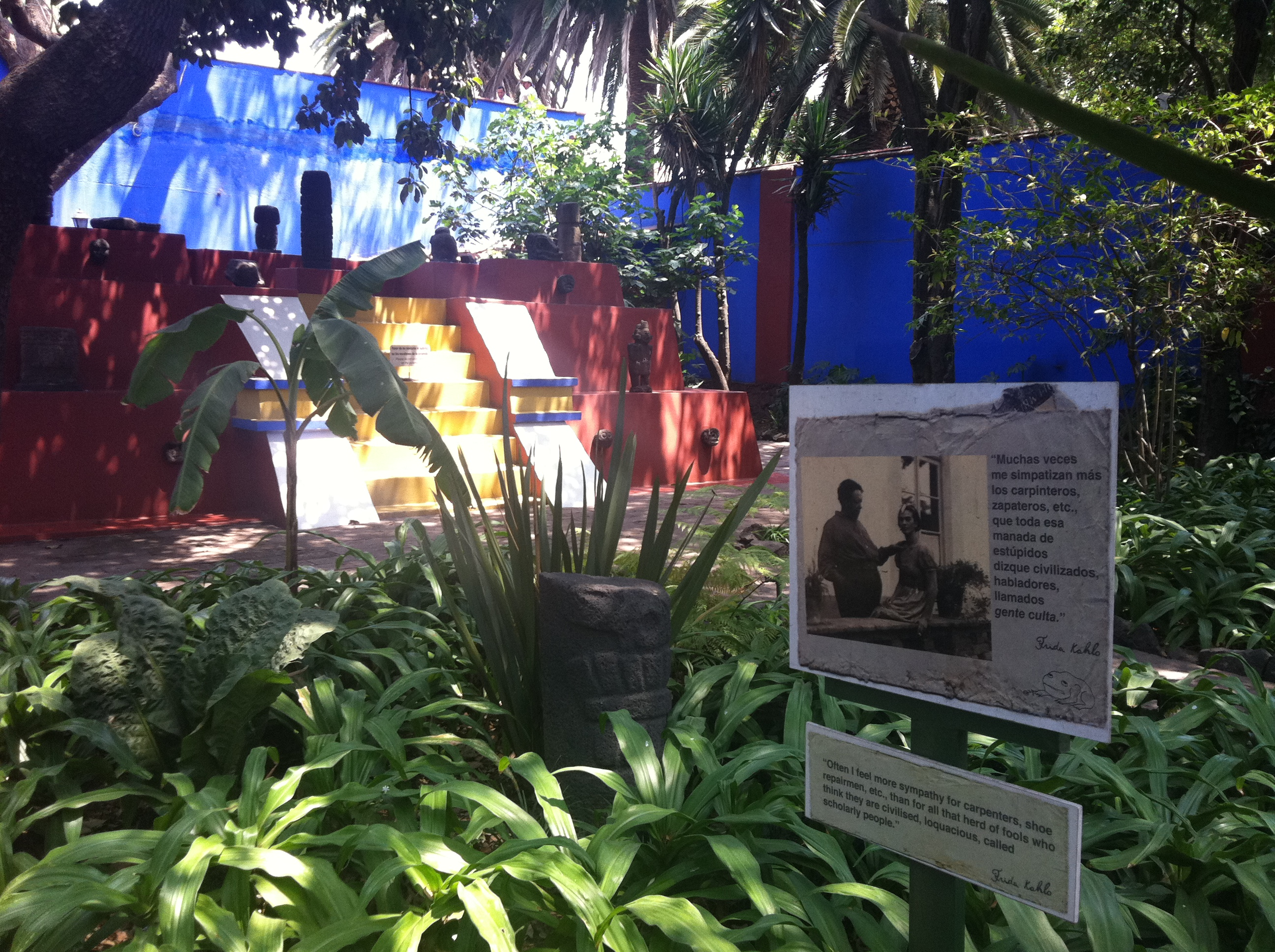
Museo MFK
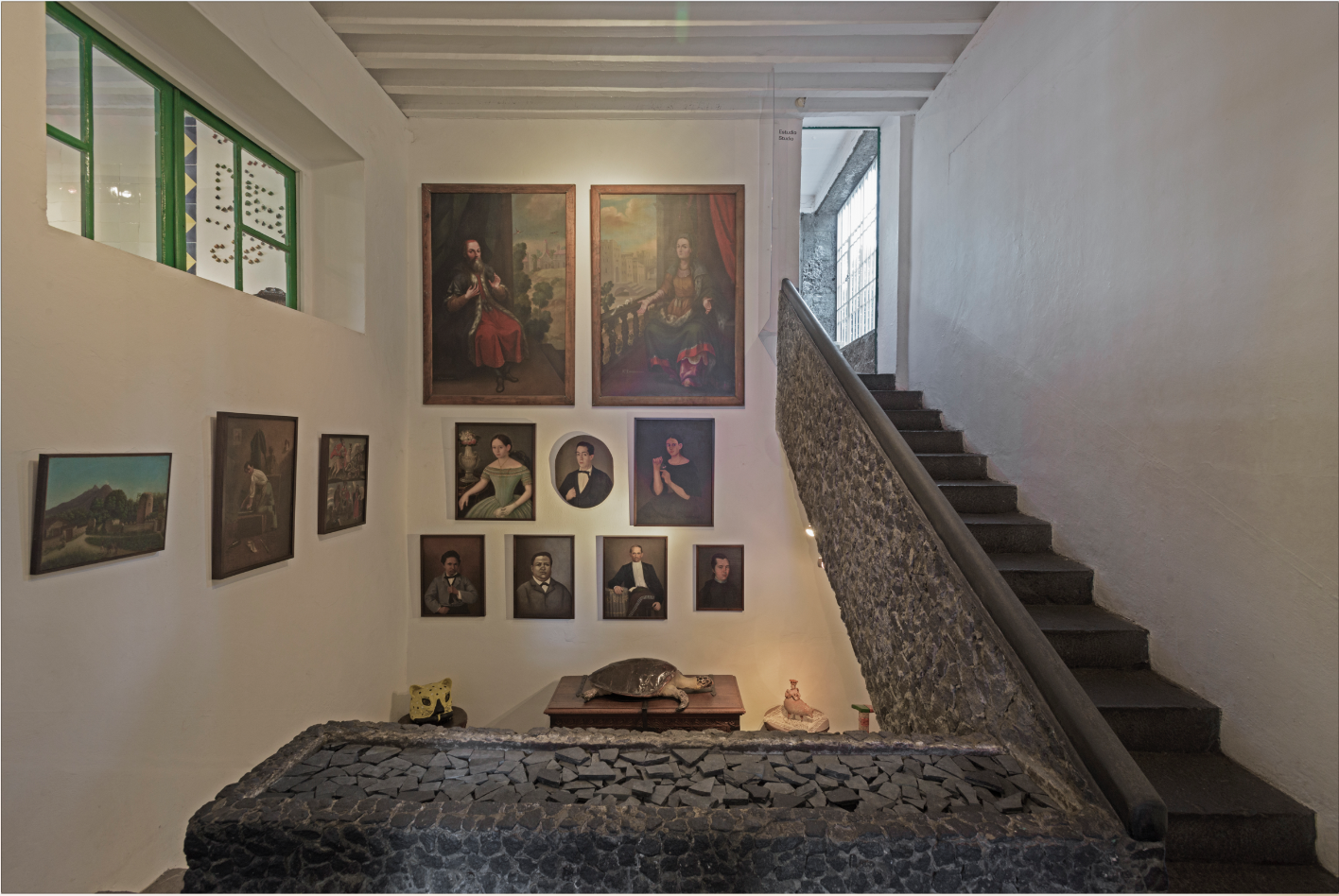
Intersección entre el Comedor y el Estudio de la Casa Azul
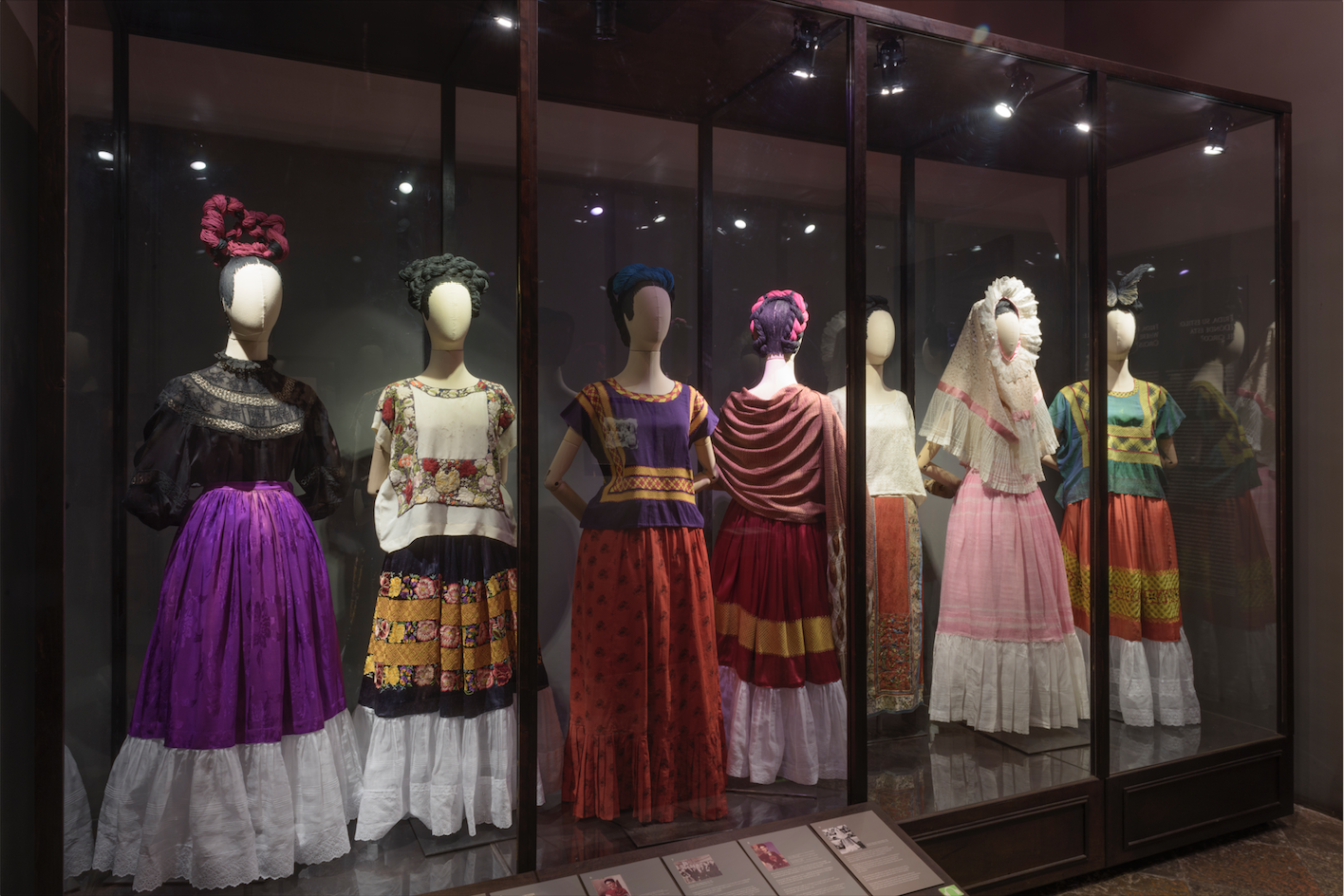
Vestidos de Frida, expuestos en Museo Frida Kahlo
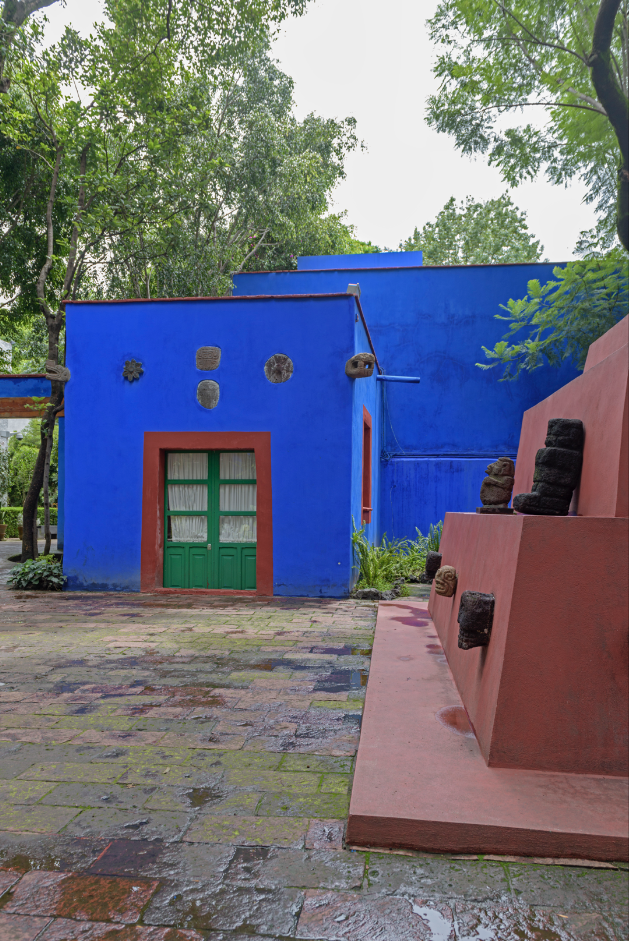
Costado de la Pirámide
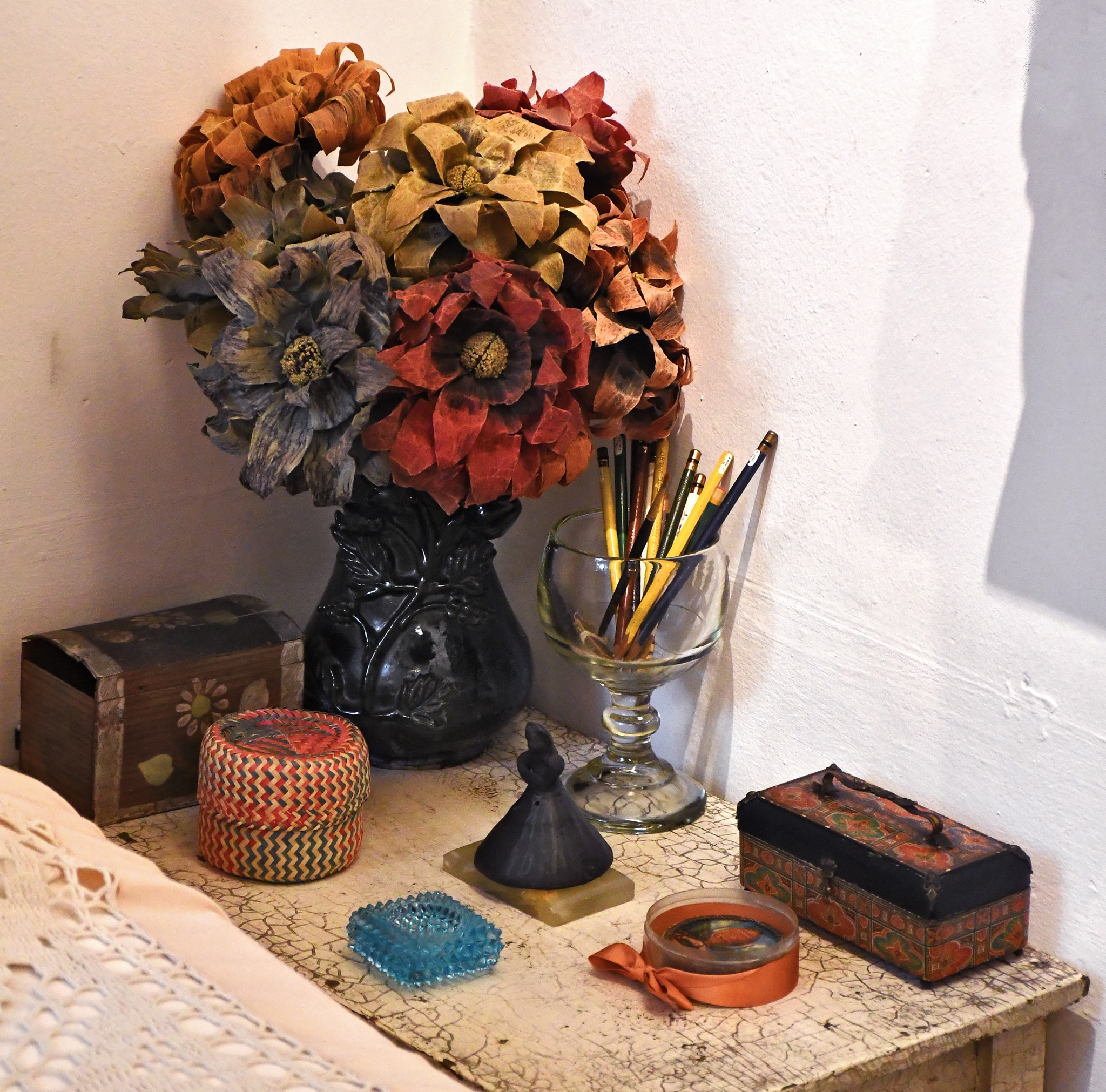
Detalle de mesa de noche de Frida Kahlo
Comedor de la Casa Azul